# کریس گاتری
کریس گاتری (انگلیسی: Chris Guthrie؛ زادهٔ ۷ سپتامبر ۱۹۵۳) بازیکن فوتبال اهل بریتانیا است.
از باشگاه‌هایی که در آن بازی کرده‌است می‌توان به باشگاه فوتبال فولام، باشگاه فوتبال سوئیندون تاون، باشگاه فوتبال ساوتند یونایتد، باشگاه فوتبال شفیلد یونایتد، باشگاه فوتبال رودا جی‌سی کرکراد، باشگاه فوتبال میلوال، و باشگاه فوتبال نیوکاسل یونایتد اشاره کرد.